# Rappelskrivelse
Sammen med akkreditiverne overrækker en tiltrædende ambassadør til modtagerstatens statsoverhoved en Rappelskrivelse, hvorved den tidligere ambassadørs tjeneste på stedet bringes endeligt til ophør. Rappelskrivelsen er som akkreditiverne stilet til modtagerstatens statsoverhoved og underskrevet af udsenderstatens statsoverhoved, for Danmarks vedkommende kongen.